# Martin Doležal
Martin Doležal (Valašské Meziříčí, 3 maggio 1990) è un calciatore ceco, attaccante del Valašské Meziříčí.

## Palmarès

### Club

#### Competizioni nazionali
- Coppa della Repubblica Ceca: 1

Sigma Olomouc: 2011-2012
- Supercoppa della Repubblica Ceca: 1

Sigma Olomouc: 2012